# Puchar Albanii w piłce siatkowej mężczyzn (2021)
Puchar Albanii w piłce siatkowej mężczyzn 2021 – 66. sezon rozgrywek o siatkarski Puchar Albanii zorganizowany przez Albański Związek Piłki Siatkowej (Federata Shqiptare e Volejbollit, FSHV). Zainaugurowany został 10 marca 2021 roku.
Rozgrywki składały się z półfinałów i finału. Brały w nich udział cztery drużyny – po dwie najlepsze z grupy A i grupy B mistrzostw Albanii po pierwszej rundzie fazy zasadniczej sezonu 2020/2021. Rywalizacja toczyła się w systemie pucharowym.
Finał odbył się 14 marca 2021 roku w Parku Olimpijskim "Feti Borova" (Parku Olimpik "Feti Borova") w Tiranie. Po raz trzynasty Puchar Albanii zdobył klub Partizani Tirana, pokonując w finale Erzeni.

## System rozgrywek
W Pucharze Albanii 2021 uczestniczą cztery drużyny – po dwie najlepsze z grupy A i grupy B mistrzostw Albanii po pierwszej rundzie fazy zasadniczej (tj. po 5. kolejce w grupie A i po 3. kolejce w grupie B). Rozgrywki składają się z półfinałów i finałów. Pary półfinałowe tworzone są według klucza:
- A1 – B2;
- B1 – A2.

Gospodarzami meczów półfinałowych są drużyny, które w swoich grupach po pierwszej rundzie fazy zasadniczej zajęły 1. miejsce.
Zwycięzcy meczów półfinałowych rozgrywają jeden mecz finałowy na neutralnym terenie. Nie jest grany mecz o 3. miejsce.
Tabela grupy A po 5. kolejce
| Lp. | Drużyna           | Pkt | Mecze | Mecze | Mecze | Rodzaj wyniku | Rodzaj wyniku | Rodzaj wyniku | Rodzaj wyniku | Rodzaj wyniku | Rodzaj wyniku | Sety | Sety | Sety  | Małe punkty | Małe punkty | Małe punkty |
| Lp. | Drużyna           | Pkt | M     | W     | P     | 3:0           | 3:1           | 3:2           | 2:3           | 1:3           | 0:3           | wyg. | prz. | stos. | zdob.       | str.        | stos.       |
| --- | ----------------- | --- | ----- | ----- | ----- | ------------- | ------------- | ------------- | ------------- | ------------- | ------------- | ---- | ---- | ----- | ----------- | ----------- | ----------- |
| 1   | Erzeni            | 12  | 4     | 4     | 0     | 4             | 0             | 0             | 0             | 0             | 0             | 12   | 0    | MAX   | 300         | 193         | 1.554       |
| 2   | Vllaznia Szkodra  | 9   | 4     | 3     | 1     | 2             | 1             | 0             | 0             | 0             | 1             | 9    | 4    | 2.25  | 301         | 202         | 1.49        |
| 3   | Skënderbeu Korcza | 6   | 4     | 2     | 2     | 1             | 1             | 0             | 0             | 1             | 1             | 7    | 7    | 1     | 303         | 289         | 1.048       |
| 4   | Elbasani          | 3   | 4     | 1     | 3     | 1             | 0             | 0             | 0             | 1             | 2             | 4    | 9    | 0.444 | 192         | 291         | 0.66        |
| 5   | Teuta Durrës      | 0   | 4     | 0     | 4     | 0             | 0             | 0             | 0             | 0             | 4             | 0    | 12   | 0     | 179         | 300         | 0.597       |

Tabela grupy B po 3. kolejce
| Lp. | Drużyna          | Pkt | Mecze | Mecze | Mecze | Rodzaj wyniku | Rodzaj wyniku | Rodzaj wyniku | Rodzaj wyniku | Rodzaj wyniku | Rodzaj wyniku | Sety | Sety | Sety  | Małe punkty | Małe punkty | Małe punkty |
| Lp. | Drużyna          | Pkt | M     | W     | P     | 3:0           | 3:1           | 3:2           | 2:3           | 1:3           | 0:3           | wyg. | prz. | stos. | zdob.       | str.        | stos.       |
| --- | ---------------- | --- | ----- | ----- | ----- | ------------- | ------------- | ------------- | ------------- | ------------- | ------------- | ---- | ---- | ----- | ----------- | ----------- | ----------- |
| 1   | Partizani Tirana | 9   | 3     | 3     | 0     | 1             | 2             | 0             | 0             | 0             | 0             | 9    | 2    | 4.5   | 277         | 224         | 1.237       |
| 2   | Tirana           | 6   | 3     | 2     | 1     | 1             | 1             | 0             | 0             | 1             | 0             | 7    | 4    | 1.75  | 277         | 242         | 1.145       |
| 3   | Studenti Tirana  | 3   | 3     | 1     | 2     | 0             | 1             | 0             | 0             | 1             | 1             | 4    | 7    | 0.571 | 231         | 263         | 0.878       |
| 4   | Farka Volley     | 0   | 3     | 0     | 3     | 0             | 0             | 0             | 0             | 2             | 1             | 2    | 9    | 0.222 | 205         | 261         | 0.785       |

Źródło: FSHV – Data Project (alb.)
Punktacja: 3:0 i 3:1 – 3 pkt; 3:2 – 2 pkt; 2:3 – 1 pkt; 1:3 i 0:3 – 0 pkt
Zasady ustalania kolejności: 1. liczba punktów; 2. liczba zwycięstw; 3. stosunek setów; 4. stosunek małych punktów; 5. bilans w bezpośrednich meczach
     Półfinał Pucharu Albanii

## Drabinka
|  |           |                  |           |                  |   |       |        |       |
|  | Półfinały | Półfinały        | Półfinały |                  |   | Finał | Finał  | Finał |
|  | Półfinały | Półfinały        | Półfinały |                  |   | Finał | Finał  | Finał |
|  |           |                  |           |                  |   |       |        |       |
|  |           |                  |           |                  |   |       |        |       |
|  | A1        | Erzeni           | 3         |                  |   |       |        |       |
|  | A1        | Erzeni           | 3         |                  |   |       |        |       |
|  | B2        | Tirana           | 1         |                  |   |       |        |       |
|  | B2        | Tirana           | 1         |                  |   | A1    | Erzeni | 2     |
|  |           |                  |           |                  |   | A1    | Erzeni | 2     |
|  |           |                  | B1        | Partizani Tirana | 3 |       |        |       |
|  | B1        | Partizani Tirana | B1        | Partizani Tirana | 3 | 3     |        |       |
|  | B1        | Partizani Tirana |           |                  |   |       |        |       |
|  | A2        | Vllaznia Szkodra | 0         |                  |   |       |        |       |
|  | A2        | Vllaznia Szkodra | 0         |                  |   |       |        |       |
|  |           |                  |           |                  |   |       |        |       |

## Rozgrywki

### Półfinały
| 10.03.2021 17:00 (UTC+1) | Erzeni | 3:1 (25:18, 25:23, 20:25, 25:23) | Tirana | Pałac Sportu "Ramazan Njala", Durrës Sędziowie: Tedi Zguri i Eduart Preka |

| 10.03.2021 16:00 (UTC+1) | Partizani Tirana | 3:0 (25:21, 25:16, 26:24) | Vllaznia Szkodra | Pałac Sportu "Asllan Rusi", Tirana Sędziowie: Enri Zenullari i Ardit Nurja |

### Finał
| 14.03.2021 18:00 (UTC+1) | Erzeni | 2:3 (23:25, 25:18, 25:23, 19:25, 10:15) | Partizani Tirana | Park Olimpijski "Feti Borova", Tirana Sędziowie: Endri Zguri i Enea Dusha |